# Kjongbu nagysebességű vasútvonal
A  Kjongbu (Gyeongbu) nagysebességű vasút egy 387,3 km hosszúságú, normál nyomtávolságú, 25 kV 60 Hz-cel villamosított nagysebességű vasútvonal Dél-Koreában Szöul és Puszan (Busan) között.

## Története
Első szakaszát 2004-ben adták át, második szakasza 2010-re épült meg. A menetidő így Szöul és Puszan (Busan) között 2 óra 18 percre csökkent, Ulszan (Ulsan) városát pedig 2 óra 2 perc alatt lehet elérni a fővárosból.